# 圖們江細鱗鮭
圖們江細鱗鮭（學名：Brachymystax tumensis），為輻鰭魚綱鮭形目鮭科細鱗鮭屬的一種，為溫帶淡水魚，分佈於亞洲俄羅斯薩哈林島、阿穆爾河、中國及北韓圖們江流域，棲息在底中層水域，生活習性不明。